# آرسلور
آرسلور (انگلیسی: Arcelor) شرکت فولاد لوکزامبورگی بود، که در سال ۲۰۰۲ تأسیس و در سال ۲۰۰۶ منحل شد.